# Henry Lange

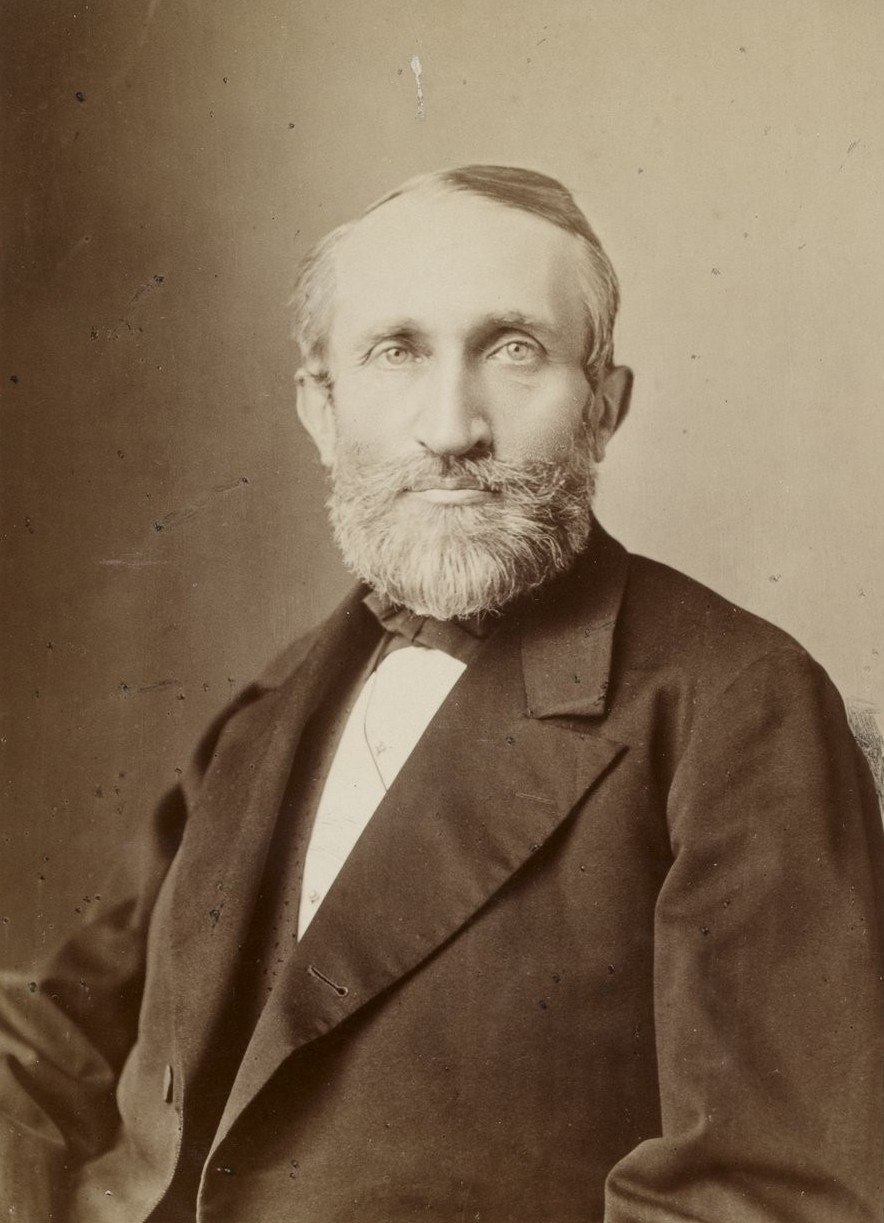
Henry Lange

Henry Lange (* 13. April 1821 in Stettin; † 30. August 1893 in Berlin; vollständiger Name Karl Julius Heinrich Lange) war ein deutscher Kartograf und Schriftsteller.

## Leben
Geboren als Sohn eines Geheimen Justiz- und Oberlandesgerichtsrats, absolvierte er seine Berufsausbildung auf der berühmten Kartografenschule von Heinrich Berghaus in Potsdam. Auf Empfehlung seines Lehrherrn wurde er 1844 für drei Jahre Mitarbeiter an dem ersten Physical Atlas des schottischen Geographen Alexander Keith Johnston in Edinburgh. Nach seiner Rückkehr 1847 arbeitete er in Berlin freiberuflich als Kartograf für zahlreiche Verlage und Forscher, darunter Alexander von Humboldt, Carl Ritter, Heinrich Wilhelm Dove, Heinrich Barth, E. v. Bunsen und Heinrich Kiepert. Nach einer Anstellung bei dem Verlag F.A. Brockhaus in Leipzig, für den er zwischen 1855 und 1859 eine kartografische Abteilung aufbauen sollte, wandte er sich wieder kartografischen Auftragsarbeiten zu und arbeitete verstärkt als Schriftsteller für Fach- wie Familienzeitschriften mit den Schwerpunkten auf biographischen Beiträgen und Berichten über Forschungsreisen. Seine letzte berufliche Station wurde ab 1868 das Königliche Statistische Büro in Berlin, in dem er die Position eines Plankammerinspektors von 1871 bis zu seinem Ruhestand im Jahre 1891 bekleidete.

## Engagement für einen Verein zur Kolonialexpansion
Lange war maßgeblich an der Gründung des Centralvereins für Handelsgeographie und Förderung deutscher Interessen im Auslande beteiligt. Durch seine berufliche Tätigkeit war er mit einigen führenden deutschen Kolonialbefürwortern, wie etwa dem Göttinger Geographen Johann Eduard Wappäus und Hermann Blumenau, dem Gründer der nach ihm benannte Siedlung im südbrasilianischen Santa Catarina, in Kontakt und hatte bereits Anfang der 1860er Jahre den Leipziger Geographischen Verein mitgegründet. Ende der 1860er Jahre traf Lange in Berlin auf eine Gruppe von Geographen um den Afrikaforscher Otto Kersten, die zu dieser Zeit bereits für ähnliche Pläne eintraten und es gelang, Interessenten und finanzkräftige Förderer für die Vereinsgründung zu gewinnen, die schließlich am 9. Oktober 1878 erfolgte.

## Leistungen

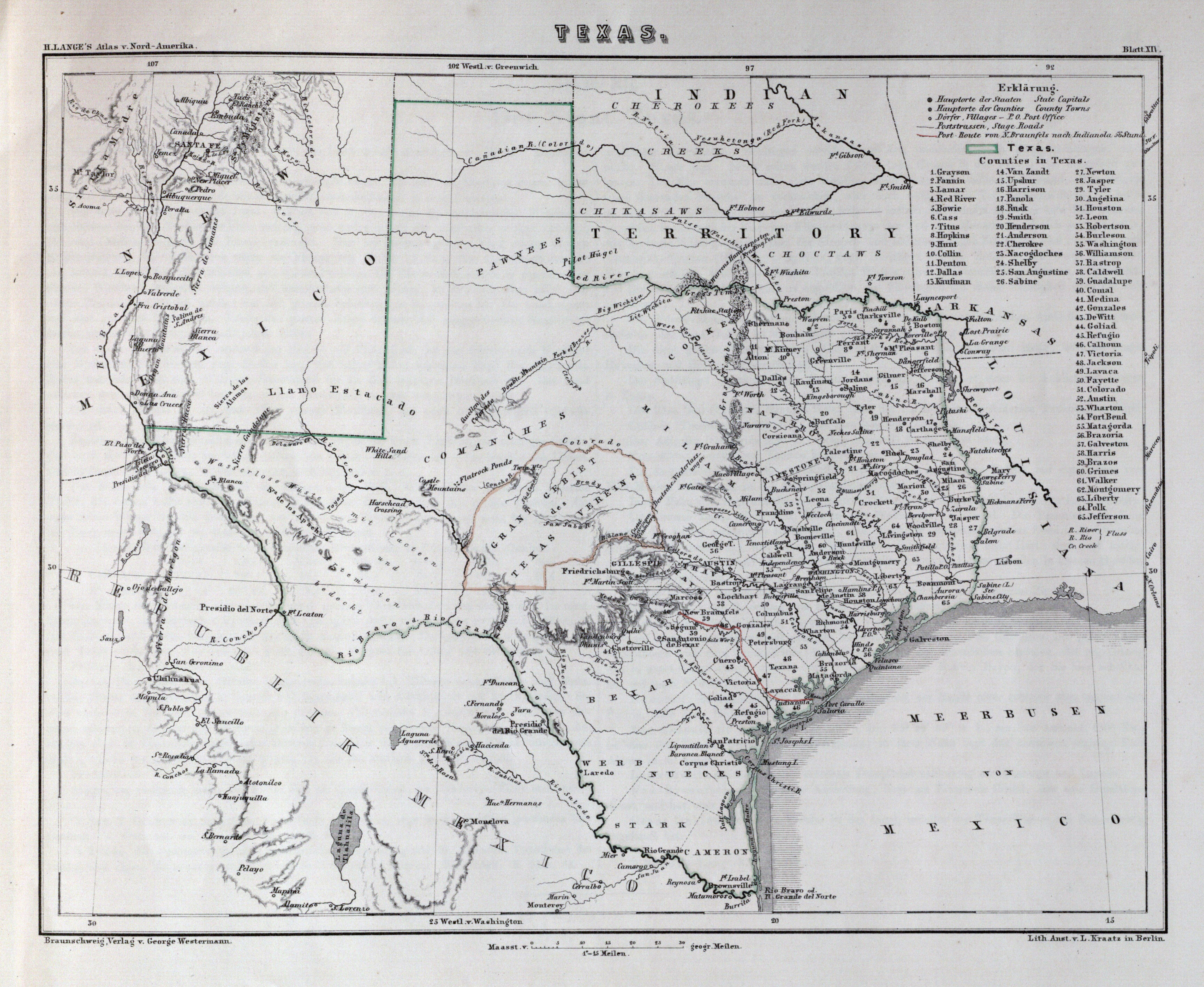
Lange, Texas, 1854

Zu seinen vielfältigen Arbeiten zählen neben wissenschaftlichen Kartenbeilagen Reise- und Handatlanten, Bibelatlanten und Kartenwerke von Sachsen und Nordamerika sowie zur Industrie- und Handelsgeographie. Seine populärsten Arbeiten sind der Schulkartografie zuzurechnen, die er für den Verlag von George Westermann seit 1849 ausführte. Er vollendete nach dem Tod des ursprünglichen Bearbeiters Theodor Freiherr von Liechtenstern zunächst den Neuesten Schulatlas zum Unterrichte in der Erdkunde für höhere Schulen und sorgte durch 90 Auflagen hindurch bis 1892 für die notwendigen Überarbeitungen. Es folgten verschiedene Volksschulatlanten, von denen der überaus erfolgreiche Neue Volksschulatlas über alle Theile der Erde von 1871 bis zu Henry Langes Tod über 230 Auflagen mit über 2,4 Millionen gedruckten Exemplaren erzielte. 1911 wurde die 500. Auflage als Jubiläumsausgabe veröffentlicht und bekanntgegeben, dass seit der ersten Auflage mehr als fünf Millionen Exemplare des Atlas gedruckt wurden.

## Auszeichnungen und Ehrungen
- Große Preismedaille für Kunst und Wissenschaft
- korrespondierendes Mitglied der Geographischen Gesellschaften in Wien, Paris und Darmstadt
- 1857 Ehrendoktor der Universität Jena
- 1884 Professor
- Roter Adlerorden 4. Klasse
- Kronenorden 3. Klasse
- Offizier des Kaiserlich Brasilianischen Rosenordens
- Die auf der Ersten Deutschen Nordpolar-Expedition entdeckte Insel Langeøya, eine der Bastian-Inseln in der Hinlopenstraße (Spitzbergen) ist nach Henry Lange benannt.